# Brock Osweiler
Brock Alan Osweiler (nacido el 22 de noviembre de 1990) es un exjugador profesional de fútbol americano estadounidense que jugó en la posición de quarterback.

## Biografía
Osweiler asistió a Flathead High School. Allí jugó tanto al fútbol como al baloncesto. Acabó su carrera allí con 189/203 en pases para 2,703 yardas y 29 touchdowns; también corrió 700 yardas en 162 carreras para 13 touchdowns.

## Carrera

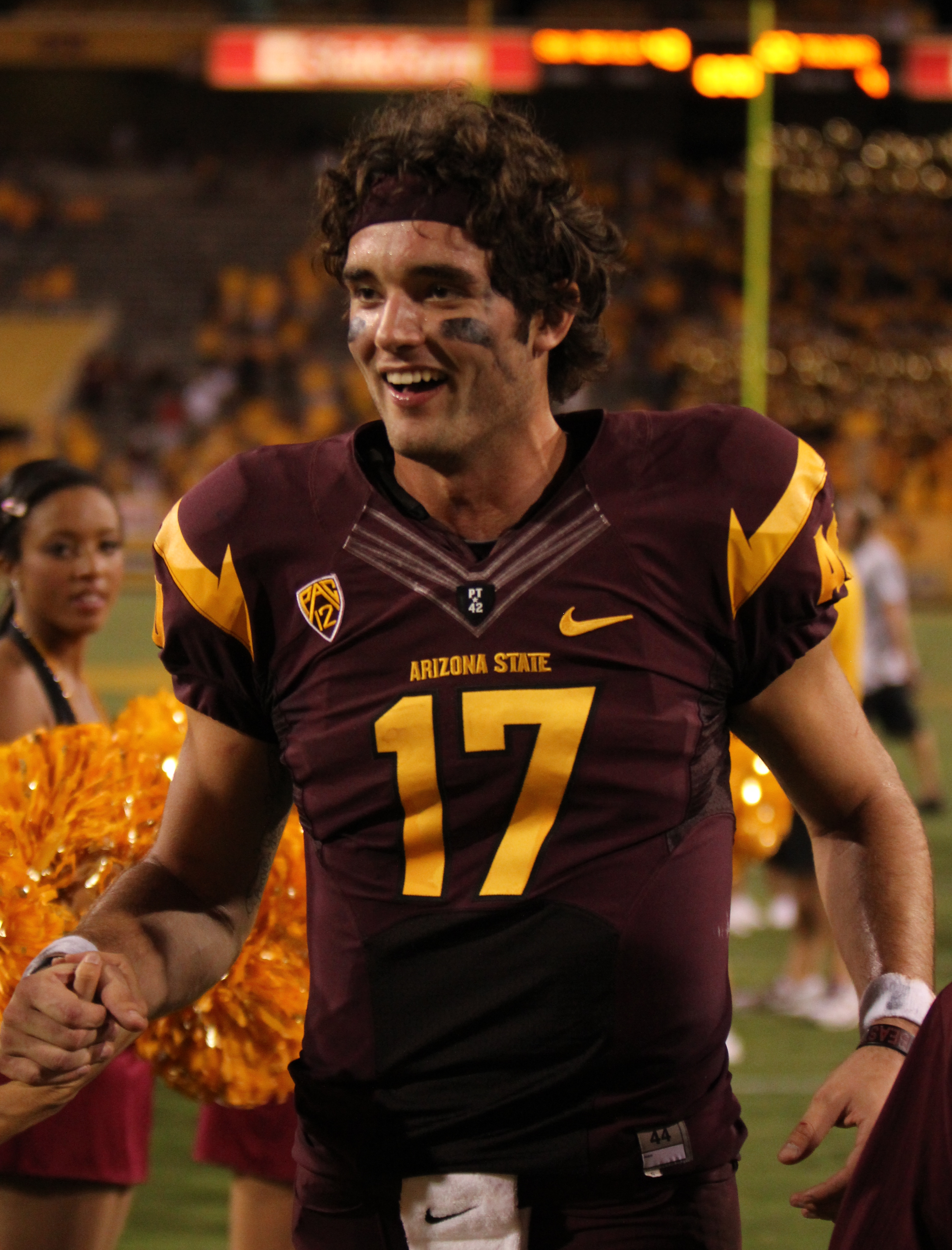
Brock Osweiler contra USC. Tomada por James Santelli, Neon Tommy. 24 de septiembre de 2011.

### Denver Broncos
Osweiler fue seleccionado por los Denver Broncos en la segunda ronda (puesto 57) del draft de 2012. Con ellos firmó un contrato de rookie por 4 años por un valor de $3,516,000.
Con los Broncos, a pesar de ser el suplente de Peyton Manning, Osweiler jugó 21 partidos (7 de titular), consiguió 187/305 pases para 2,126 yardas, 12 touchdowns y 6 intercepciones.

### Houston Texans
El 9 de marzo de 2016, Osweiler firmó un contrato de 4 años por un valor de $72 millones con los Houston Texans. Dicho contrato tenía $37 millones garantizados.
En su única temporada con los Texans, Osweiler ganó el título de división clasificándose para Wild Cards, donde cayeron en la ronda divisional frente a los New England Patriots, por 34-16.

### Cleveland Browns
El 9 de marzo de 2017, Osweiler fue cambiado a los Cleveland Browns por las 6.ª y 2.ª rondas del draft de 2017 y 2018, respectivamente, a cambio de una 4.ª ronda compensatoria del presente draft. El 1 de septiembre fue cortado por los Browns.

### Denver Broncos (segunda etapa)
El 2 de septiembre de 2017, Osweiler volvió a firmar con los Denver Broncos por la lesión de Paxton Lynch.

### Miami Dolphins
El 23 de marzo de 2018, Osweiler firmó con los Miami Dolphins.